# Tanneberg (Massen-Niederlausitz)
Tanneberg ist ein Wohnplatz in Massen, einem Ortsteil der amtsangehörigen Gemeinde Massen-Niederlausitz im Landkreis Elbe-Elster in Brandenburg. Der Ort gehört dem Amt Kleine Elster (Niederlausitz) an.

## Lage
Tanneberg liegt in der Niederlausitz, etwa vier Kilometer Luftlinie nordöstlich der Stadt Finsterwalde. Umliegende Ortschaften sind der zur Stadt Sonnewalde gehörende Ortsteil Breitenau im Norden, Babben im Nordosten, Lindthal im Osten, Massen im Süden, Gröbitz im Westen sowie der wiederum zu Sonnewalde gehörende Ortsteil Möllendorf im Nordwesten.
Tanneberg liegt an der Kreisstraße 6228, die von Sonnewalde nach Massen führt. Westlich des Dorfes verläuft die Kreisstraße 6229. Tanneberg liegt an der Kleinen Elster. Südwestlich des Ortes befindet sich das Naturschutzgebiet Tanneberger Sumpf-Gröbitzer Busch.

## Geschichte
Das Straßendorf Tanneberg wurde im Jahr 1424 mit dem Namen „Tannenberg“ erstmals urkundlich erwähnt, der Ortsname bedeutet „Dorf auf einem Berg, der mit Tannen bewachsen ist“. Für 1538 ist der Ort mit dem Namen Tannebergk verzeichnet.
Vor dem Wiener Kongress und den dort beschlossenen Gebietsabtretungen des Königreiches Sachsen an das Königreich Preußen gehörte Tanneberg zu Sachsen. Ab 1816 gehörte der Ort zum Landkreis Luckau der preußischen Provinz Brandenburg. Im Jahr 1824 gab es in Tanneberg 29 Häuser mit 185 Einwohnern, zum Dorf gehörten zudem eine Wassermühle (der heutige Wohnplatz Buschmühle) und zwei Windmühlen. Das Dorf war historisch landwirtschaftlich geprägt, 26 Gehöfte wurden von Bauern bewirtschaftet. Zudem gab es drei Gemeindehäuser. Tanneberg war dem Rentamt Dobrilugk angehörig und gehörte kirchlich zu Massen. 1840 hatte Tanneberg laut der Topographisch-statistischen Übersicht des Regierungsbezirks Frankfurt a.d.O. 42 Wohngebäude mit 219 Einwohnern. Bis 1864 stieg die Einwohnerzahl in Tanneberg auf 261 an, der Ort war damals dem Amt Finsterwalde in der Standesherrschaft Dobrilugk angehörig.
Bis 1815 gehörte Tanneberg zum Luckauischen Kreis, dieser wurde nach den Gebietsänderungen des Wiener Kongresses in den Landkreis Luckau umgewandelt. Nach dem Zweiten Weltkrieg lag die Gemeinde zunächst in der Sowjetischen Besatzungszone und anschließend in der DDR. Bei der am 25. Juli 1952 in der DDR durchgeführten Kreisreform wurde Tanneberg dem Kreis Finsterwalde im Bezirk Cottbus angegliedert. Am 19. Mai 1974 erfolgte die Eingemeindung in die Nachbargemeinde Massen. Nach der Wende wurde der Kreis Finsterwalde in Landkreis Finsterwalde umbenannt und schließlich aufgelöst, die Gemeinde Massen mit dem Ortsteil Tanneberg wurde dem Landkreis Elbe-Elster zugeordnet und schloss sich dem Amt Kleine Elster (Niederlausitz) an. Am 31. Dezember 1997 schloss sich die Gemeinde Massen mit drei weiteren Gemeinden zu der neuen Gemeinde Massen-Niederlausitz zusammen. Tanneberg ist seitdem ein Wohnplatz dieser Gemeinde.

## Bevölkerungsentwicklung
| 1875 | 297 | 1910 | 249 | 1933 | 247 | 1946 | 348 | 1964 | 270 |
| 1890 | 252 | 1925 | 249 | 1939 | 250 | 1950 | 325 | 1971 | 281 |